# Arcidiocesi di Xi'an
L'arcidiocesi di Xi'an (in latino: Archidioecesis Singanensis) è una sede metropolitana della Chiesa cattolica in Cina. Nel 1950 contava 13.394 battezzati su 1.500.000 abitanti. La sede è vacante.

## Territorio
L'arcidiocesi si trova nella provincia cinese dello Shaanxi e comprende parte della città sub-provinciale di Xi'an e parte della città-prefettura di Shangluo.
Sede arcivescovile è la città di Xi'an, dove si trova la cattedrale di San Francesco.

## Storia
Il vicariato apostolico di Shensi fu eretto il 15 ottobre 1696 con il breve E sublimi Sedis di papa Innocenzo XII, ricavandone il territorio dalla diocesi di Pechino (oggi arcidiocesi). Affidato ai missionari francescani, aveva giurisdizione su due province cinesi: Shaanxi e Gansu.
Nel 1712 acquisì i territori del soppresso vicariato apostolico di Shansi (oggi arcidiocesi di Taiyuan) e contestualmente assunse il nuovo nome di vicariato apostolico di Shensi e Shansi. Nel 1762 acquisì anche i territori del vicariato apostolico di Hukwang (oggi arcidiocesi di Hankou), ugualmente soppresso.
La vastità del territorio, comprensiva di cinque province, fu però insopportabile per i missionari. Così, il 14 agosto 1838 il vicariato apostolico di Hukwang fu nuovamente reso indipendente con il breve Ex debito di papa Gregorio XVI. Similmente, il 2 marzo 1844 le province dello Shansi e dello Shensi furono separate in due vicariati apostolici autonomi, ristabilendo in questo modo la situazione precedente al 1712. Infine, il 21 giugno 1878 la provincia di Gansu fu eretta in vicariato apostolico indipendente, con il nome di vicariato apostolico di Kansu (oggi arcidiocesi di Lanzhou).
Il 2 agosto 1887 la provincia di Shensi fu divisa in due distinti vicariati: il vicariato apostolico di Shensi Meridionale (oggi diocesi di Hanzhong), e la presente circoscrizione, che assunse il nome di vicariato apostolico di Shensi Settentrionale.
Il 12 aprile 1911 in forza del breve Non sine magno di papa Pio X fu eretto un nuovo vicariato apostolico di Shensi Settentrionale (oggi diocesi di Yan'an), separandone il territorio dal vicariato apostolico omonimo, che assunse contestualmente il nome di vicariato apostolico di Shensi Centrale.
Il 3 dicembre 1924 il vicariato apostolico ha assunto il nome di vicariato apostolico di Xi'an-fu (Sianfu) in forza del decreto Vicarii et Praefecti della Congregazione di Propaganda Fide.
Successivamente, cedette a più riprese porzioni del suo territorio a vantaggio dell'erezione di nuove circoscrizioni ecclesiastiche e precisamente:
- la prefettura apostolica di Ankang il 28 marzo 1928;
- la prefettura apostolica di Sanyuan (oggi diocesi) il 1º novembre 1931;
- la missione sui iuris di Tongzhou (oggi prefettura apostolica) il 3 novembre 1931;
- la prefettura apostolica di Zhouzhi (oggi diocesi) il 17 giugno 1932;
- la prefettura apostolica di Fengxiangfu (oggi diocesi di Fengxiang) il 15 novembre 1932.

L'11 aprile 1946 il vicariato apostolico è stato elevato ad arcidiocesi metropolitana con la bolla Quotidie Nos di papa Pio XII.
Nel mese di maggio 1991 le autorità cinesi hanno concesso i permessi per la riapertura del seminario dell'arcidiocesi. Il 5 aprile 1987 è diventato arcivescovo ufficiale il sacerdote Antoine Li Du'an, già parroco della cattedrale agli inizi degli anni Cinquanta, prima che iniziasse per lui una lunga serie di internamenti in campi di rieducazione (per un totale di circa 18 anni); il 26 luglio 2005 è stato ordinato un vescovo ausiliare nella persona di Anthony Dang Mingyan.
Monsignor Li Du'an ricevette nel 2005 l'invito di papa Benedetto XVI per partecipare a Roma al Sinodo dei vescovi sull'eucaristia, ma si vide rifiutare dalle autorità cinesi il permesso di espatrio. Il 25 maggio 2006 è deceduto a 79 anni di età: alla sua morte l'arcidiocesi contava 59 preti, 300 suore, 60 parrocchie e circa 20.000 fedeli (su una popolazione totale di 6 milioni di abitanti).

## Cronotassi dei vescovi
Si omettono i periodi di sede vacante non superiori ai 2 anni o non storicamente accertati.
- Basilio Brollo, O.F.M. † (25 ottobre 1696 - 16 novembre[3] 1704 deceduto)
  - Sede vacante (1704-1715)
- Antonio Laghi, O.F.M. † (2 settembre 1715 - 5 luglio 1727 deceduto)
- Francesco Saraceni, O.F.M. † (5 luglio 1727 - 1º dicembre 1742[4] deceduto)
- Eugenio Pilotti da Bassano, O.F.M. † (1º dicembre 1742 succeduto - 20 dicembre 1756 deceduto)
- Giovanni Antonio Buocher, O.F.M. † (20 dicembre 1756 succeduto - 1760 dimesso)
- Francesco Magni, O.F.M. † (25 gennaio 1763 - 1777 dimesso)
- Nathaniel Bürger, O.F.M. † (11 gennaio 1777 - 20 luglio 1778 dimesso)
- Antonio Maria Sacconi, O.F.M. † (2 settembre 1778[5] - 5 febbraio 1785 deceduto)
- Mariano Zaralli, O.F.M. † (3 aprile 1787 - 6 aprile 1790 deceduto)
- Crescenzio Cavalli, O.F.M. † (1791 - 24 dicembre 1791 deceduto)[6]
- Giovanni Battista di Mandello, O.F.M. † (17 febbraio 1792 - 23 giugno 1804 deceduto)
- Antonio Luigi Landi, O.F.M. † (7 novembre 1804 - 26 ottobre 1811[7] deceduto)
  - Sede vacante (1811-1815)
- Gioacchino Domenico Salvetti, O.F.M. † (21 febbraio 1815 - 21 settembre 1843 deceduto)
- Alfonso-Maria di Donato, O.F.M. † (21 settembre 1843 succeduto - 20 maggio 1848 deceduto)
- Efisio Chiais, O.F.M. † (20 maggio 1848 succeduto - 12 aprile 1884 deceduto)
- Pasquale Pagnucci, O.F.M. † (12 aprile 1884 succeduto - 29 gennaio[8] 1901 deceduto)
- Odorico Giuseppe Rizzi, O.F.M. † (15 aprile 1901[9] - 22 marzo 1905 deceduto)
- Athanasius Götte, O.F.M. † (26 settembre 1905 - 29 marzo 1908 deceduto)
- Auguste-Jean-Gabriel Maurice, O.F.M. † (1º agosto 1908 - 7 luglio 1916 dimesso)
- Eugenio Massi, O.F.M. † (7 luglio 1916 - 26 gennaio 1927 nominato vicario apostolico di Hankou)
- Fiorenzo Umberto Tessiatore, O.F.M. † (16 maggio 1928 - 10 aprile 1932 deceduto)
- Pacifico Giulio Vanni, O.F.M. † (14 giugno 1932 - 10 maggio 1952 nominato arcivescovo, titolo personale, di Sovana e Pitigliano)
  - Sede vacante
  - John Ji Huai-rang, O.F.M. † (18 dicembre 1981 consacrato - 24 febbraio 1987 deceduto)
  - Anthony Li Du'an † (5 aprile 1987 consacrato - 25 maggio 2006 deceduto)
  - Anthony Dang Ming-yan, succeduto il 25 maggio 2006

## Statistiche
L'arcidiocesi nel 1950 su una popolazione di 1.500.000 persone contava 13.394 battezzati, corrispondenti allo 0,9% del totale.
| anno | popolazione | popolazione | popolazione | presbiteri | presbiteri | presbiteri | presbiteri                | diaconi | religiosi | religiosi | parrocchie |
| anno | battezzati  | totale      | %           | numero     | secolari   | regolari   | battezzati per presbitero | diaconi | uomini    | donne     | parrocchie |
| ---- | ----------- | ----------- | ----------- | ---------- | ---------- | ---------- | ------------------------- | ------- | --------- | --------- | ---------- |
| 1950 | 13.394      | 1.500.000   | 0,9         | 21         | 8          | 13         | 637                       |         | 1         | 44        | 15         |

Secondo la Guide to the Catholic Church in China, nel 2014 l'arcidiocesi contava circa 25.000 fedeli.